# Romain Hugault
Romain Hugault est un dessinateur français né le 14 juin 1979. L'essentiel de son œuvre consiste en des bandes dessinées situées dans l'univers de l'aviation durant les deux Guerres mondiales, et publiées au sein de la collection Cockpit des éditions Paquet.

## Biographie

### Origines et enfance
Romain Hugault est le fils d'un ancien pilote militaire. Celui-ci s’est engagé dans l’armée de l’air comme mécanicien sur Mirage III, puis il réussit le concours de pilote et poursuit une carrière dans le transport aérien militaire, ce qui l’emmènera, lui et sa famille, aux quatre coins du monde. Le père de l'auteur, pilote de C-160 Transall, monte ainsi en grade jusqu’à devenir colonel, puis devient par la suite pilote de ligne chez Air France. Romain Hugault, dont la vocation est née du parcours paternel, se passionne très tôt pour le domaine aéronautique et passe à 17 ans son brevet de pilote privé.

### Jeunesse et débuts
Romain Hugault est copropriétaire d'un petit avion, un Piper Cub J-3 construit en 1942 aux États-Unis. Ce petit avion de reconnaissance américain est arrivé en Europe en 1944 et a notamment transporté le maréchal Juin pendant la Seconde Guerre mondiale. Par la suite, ce Piper Cub a formé des générations de pilotes avant d’être acquis par le dessinateur-pilote qui, depuis, sillonne la France à son manche.
Romain Hugault doit cependant faire un choix : être pilote professionnel et dessiner pour le plaisir, ou le contraire. Il finit par choisir de devenir dessinateur de bandes dessinées. Diplômé de l'École Estienne, il a déjà illustré des ouvrages de référence en matière d’aviation, dont certains pour l’armée de l’air. Sa grande passion pour l’histoire et les techniques de l’aviation sont à l’origine de ces différents albums. Pour Romain Hugault, son avion est un outil essentiel à la création de ses planches. Voler sous la pluie ou par mauvais temps lui permet d'obtenir de nombreuses références visuelles, et appréhender les différents verts de la nature depuis le ciel, afin de saisir des teintes différentes de celles habituellement vues du sol. Piloter son avion lui permet également de prendre des notes afin d'offrir aux lecteurs et lectrices des sensations au plus près de ses expériences de vols. Au-delà de l'aspect visuel, piloter lui permet également de saisir au mieux les sensations ressenties avec la force centrifuge et les accélérations subies dans les virages. Il peut ainsi rendre sur le papier de nombreux détails réalistes sur le plan gestuel et comportemental.

### Carrière
En 2004, Romain Hugault rencontre Régis Hautière avec qui il réalise Le Dernier Envol puis Au-delà des nuages. Ce premier album est dessiné alors à la plume et à l’encre de Chine.
En 2010, il est choisi par le chanteur Michel Sardou, passionné d'aviation et pilote amateur, afin d'illustrer son nouvel album Être une femme 2010.
Hugault commence toujours un album à partir d'un avion précis. Ainsi pour la série Le Grand Duc, le Heinkel He 219 est l'avion principal du récit. Pour sa nouvelle série avec Yann, Le Pilote à l'Edelweiss, c'est la Première Guerre mondiale qui sert de toile de fond.
En 2012, il fait une exception dans sa carrière en abandonnant momentanément les vieilles hélices pour répondre à une commande spéciale du groupe Dassault Aviation. Cependant, l'auteur estime plus intéressant de dessiner dans une BD du combat d’avions contre avions au canon, lui offrant l'opportunité de créer un ballet aérien dans des cases réduites et rendre ainsi les avions plus proches.

### Troisième passion
Avec l’aviation et le dessin, Romain Hugault nourrit une troisième passion qui rejoint les deux premières : les pin-ups des années 1940. Il dessine très souvent des Women Airforce Service Pilots (WASP), le service féminin de pilotes de l'United States Army Air Forces pendant la Seconde Guerre mondiale. Après avoir réalisé une série d’albums centrés sur l’aviation, Romain Hugault propose régulièrement un recueil de pin-ups totalement libre. Les éditions Paquet lui laissent à chaque fois carte blanche.

## Œuvres
- Le Dernier Envol, Régis Hautière (scénario), Romain Hugault (dessin, couleur), éditions Paquet, 48 p., 2005  (ISBN 978-2-888-90019-1)
- Au-delà des nuages - t. 1 : Duels, Régis Hautière (scénario), Romain Hugault (dessin, couleur), éditions Paquet, 48 p., 2006  (ISBN 978-2-888-90112-9)
- Au-delà des nuages - t. 2 : Combats, Régis Hautière (scénario), Romain Hugault (dessin, couleur), éditions Paquet, 48 p., 2007  (ISBN 978-2-888-90244-7)
- Pin-Up Wings - t. 1, Romain Hugault (dessin, couleur), éditions Paquet, 44 p., 2007  (ISBN 978-2-888-90175-4)
- Le Grand Duc - t. 1, Les sorcières de la nuit, Yann (scénario), Romain Hugault (dessin, couleur), éditions Paquet, 48 p., 2008  (ISBN 978-2-88890-277-5)
- Le Grand Duc - t. 2, Camarade Lilya, Yann (scénario), Romain Hugault (dessin, couleur), éditions Paquet, 48 p., 2009  (ISBN 978-2-88890-322-2)
- Pin-Up Wings - t. 2, Romain Hugault (dessin), Laurent Negroni (dessin), éditions Paquet, 48 p., 2010  (ISBN 978-2-88890-345-1)
- Le Grand Duc - t. 3, Wulf & Lilya, Yann (scénario), Romain Hugault (dessin, couleur), éditions Paquet, 48 p., 2010  (ISBN 978-2-88890-362-8)
- Le Pilote à l'Edelweiss - t. 1, Valentine, Yann (scénario), Romain Hugault (dessin, couleur), éditions Paquet, 48 p., 2012  (ISBN 978-2-88890-419-9)
- Le Pilote à l'Edelweiss - t. 2, Sidonie, Yann (scénario), Romain Hugault (dessin, couleur), éditions Paquet, 48 p., 2012  (ISBN 978-2-88890-499-1)
- Pin-Up Wings - t. 3, Romain Hugault (dessin, couleur), éditions Paquet, 48 p., 2013  (ISBN 978-2-88890-576-9)
- Le Pilote à l'Edelweiss - t. 3, Walburga, Yann (scénario), Romain Hugault (dessin, couleur), éditions Paquet, 48 p., 2013  (ISBN 978-2-88890-572-1)
- Angel Wings - t. 1, Burma Banshees, Yann (scénario), Romain Hugault (dessin, couleur), éditions Paquet, 48 p., 2014  (ISBN 978-2-88890-665-0)
- Angel Wings - t. 2, Black Widow, Yann (scénario), Romain Hugault (dessin, couleur), éditions Paquet, 48 p., 2015  (ISBN 978-2-88890-731-2)
- Angel Wings - t. 3, Opération Broadway, Yann (scénario), Romain Hugault (dessin, couleur), éditions Paquet, 48 p., 2016  (ISBN 978-2-88890-771-8)
- Angel Wings - t. 4, Paradise Birds, Yann (scénario), Romain Hugault (dessin, couleur), éditions Paquet, 48 p., 2017  (ISBN 978-2-88890-838-8)
- Angel Wings - t. 5, Black Sand, Yann (Scénario), Romain Hugault (dessin, couleur), éditions Paquet, 48 p., 2018  (ISBN 978-2-88890-890-6)
- Angel Wings t. 6, Atomic, Yann (Scénario), Romain Hugault (dessin, couleur), éditions Paquet, 48 p., 2019  (ISBN 978-2889325122)
- St Ex - Un prince dans sa citadelle, Bernard Chabbert, Romain Hugault (dessin), éditions Paquet, 160 p., 2020  (ISBN 978-2889321186)
- Angel Wings t. 7, Mig Madness, Yann (scénario), Romain Hugault (dessin), éditions Paquet, 48 p., 2022  (ISBN 978-2889322299)

## Prix et distinctions
- 2015 : Finaliste Prix de la BD Fnac[3] pour Angel Wings - t. 1, Burma Banshees, avec Yann (scénario)